# Katreus
Katreus (latinsky Catreus) je v řecké mytologii synem krétského krále Mínoa a jeho manželky Pásifaé.
Katreus byl nejstarší královský syn. Měl dcery Áeropé, Klymené a Apemosyné a jediného syna Althaimena. Věštba mu pravila, že jednou zemře rukou jednoho ze svých potomků.
Althaimenés a Apemosyné odešli dobrovolně na ostrov Rhodos, dcery Áeropé a Klymené dal otec vypovědět. Jinde se ale uvádí, že Apemosyné se násilím zmocnil bůh Hermés a její otec ji za tu pohanu zabil. A první dvě dcery že prodal do otroctví.
Když však po letech zatoužil najít svého syna, vypravil se na ostrov Rhodos. Tam ho za tmy hned po přistání napadli pastýři, kteří se domnívali, že se vyloďují piráti. Strhla se bitka a než mohl král promluvit, zabil ho vlastní rukou jeho syn, tak jak bylo předpovězeno.
Nešťastný syn prosil bohy, ať ho raději pohltí země. A stalo se - země před ním se otevřela a v propasti zmizel Althaimenés.